# Cour de répression des infractions économiques et du terrorisme
La Cour de répression des infractions économiques et du terrorisme (en abrégé CRIET) est un instrument juridique crée conformément à la loi no 2018-13 du 2 juillet 2018 relative à la Cour de répression des infractions économiques et du terrorisme pour poursuivre la lutte contre la corruption au Bénin,.

## Attributions
Les infractions relevant du domaine des infractions économiques sont régies par plusieurs lois, et comprennent notamment : l'abus de fonctions, l'abus de confiance, l'enrichissement illicite, le délit d'initié, la corruption des agents publics nationaux et internationaux, ainsi que la corruption dans la passation des marchés publics et dans le secteur privé

## Compétences matérielles
La CRIET est chargée de la répression du crime de terrorisme, des délits ou crimes à caractère économique tels que prévus par la législation pénale en vigueur ainsi que la répression du trafic de stupéfiants et des infractions connexes.